# Dynamenella conica
Dynamenella conica är en kräftdjursart som beskrevs av David R. Boone 1923. Dynamenella conica ingår i släktet Dynamenella och familjen klotkräftor. Inga underarter finns listade i Catalogue of Life.